# واسطه روحی
واسطه روحی یا مدیوم روشی است که ادعا می‌شود ارتباط بین ارواح مردگان و انسان‌های زنده را واسطه می‌کند. تمرین کنندگان به عنوان «مدیوم» یا «واسطه روح» شناخته می‌شوند.
اعتقاد به توانایی روانی علی‌رغم عدم وجود شواهد عینی برای وجود آن، گسترده است. محققان علمی تلاش کرده‌اند تا صحت ادعاهای واسطه گری را تأیید کنند. آزمایشی که توسط انجمن روان‌شناسی انگلیس انجام شد، به این نتیجه رسید که آزمایش‌ها توانایی واسطه گری روحی را نشان ندادند.
واسطه روحی در طول قرن نوزدهم محبوبیت پیدا کرد، زمانی که تخته‌های ویجا توسط طبقات بالاتر به عنوان منبع سرگرمی استفاده می‌شد. تحقیقات در این دوره فریب گسترده را کشف کرد - با استفاده از برخی تمرین کنندگان که از جادوگران صحنه استفاده می‌کردند - و این حرفه اعتبار خود را از دست داد. تقلب در صنعت مدیوم یا روان همچنان ادامه دارد و تاکنون به‌طور همیشگی موارد فریب و نیرنگ کشف شده است.
چندین نوع مختلف از واسطه گری روحی شرح داده شده است. مسلماً شناخته شده‌ترین اشکال شامل حالتی است که گویا روح مرده صدای مدیوم را کنترل می‌کند یا از آن برای پخش پیام استفاده می‌کند، یا جایی که مدیوم به سادگی پیام را می‌شنود و آن را منتقل می‌کند. اشکال دیگر شامل نمایش روح یا وجود صدا یا فعالیت از راه دور است.
این عمل با چندین سیستم اعتقادی مذهبی مانند شمنیسم، وودو، معنویت گرایی، روح گرایی، Candomblé، Voodoo , Umbanda و برخی از گروه‌های عصر جدید همراه است.

## مفهوم
در روح‌گرایی و معنویت‌گرایی، مدیوم‌ها نقش واسطه‌ای را بین جهان زندگان و دنیای ارواح دارند. مدیوم‌ها ادعا می‌کنند که می‌توانند پیام‌های روحی را شنیده و بازپخش کنند، یا اینکه می‌توانند به روحی اجازه دهند تا بدن آن‌ها را در کنترل خود درآورده و از طریق آن مستقیم یا با استفاده از نوشتن با خودکار یا نقاشی صحبت کند. متخصصان معنویت‌گرا انواع این میانجی‌گری را به دو دسته اصلی «ذهنی» و «جسمی» طبقه‌بندی می‌کنند:
- مدیوم‌های ذهنی گویا با گوش دادن، حس کردن یا دیدن ارواح یا نمادها با دنیای ارواح هماهنگ می‌شوند.
- مدیوم‌های فیزیکی اعتقاد دارند به تولید ماده‌ای از روح، تخصیص اشیاء و تأثیرات دیگری مثل ضربه زدن، زنگ زدن و غیره توسط ارواح، با استفاده از «اکتوپلاسم» ایجاد شده از سلول‌های بدن آن‌ها و افراد شرکت کننده در مراسم احضار روح.

در طول احضار روح، به مدیوم‌ها گفته می‌شوند که بیهوش شوند و این به ارواح اجازه می‌دهد که ذهن آن‌ها را کنترل کنند.

## بدبینی علمی
دانشمندانی که روان‌شناسی ناهنجاری را مطالعه می‌کنند، میانجی‌گری را نتیجه تقلب و عوامل روانی می‌دانند. تحقیقات بیش از صد سال از روان‌شناسی حاکی از آن است که، در مواردی که تقلب وجود نداشته باشد، میانجی‌گری و اعمال معنویت گرایانه را می‌توان با هیپنوتیزم، تفکر جادویی و پیشنهادها توضیح داد. میانجی‌گری، که به گفته روح گرایان ناشی از روحیه‌های متقلب است که از طریق آن ارواح صحبت می‌کنند، را می‌تواند با اختلال هویت تجزیه‌ای توضیح داده شود.
توهم گرایان، مانند جوزف رین، اقداماتی جعلی را ترتیب داده‌اند که در آن احضار کنندگان روح ادعا کرده‌اند که پدیده‌های ماورا طبیعی را مشاهده کرده‌اند. آلبرت مول روان‌شناسی افراد احضار کننده ارواح را مطالعه کرد. طبق (Wolffram]]، ۲۰۱۲]]) «[مول] استدلال کرد که فضای خواب‌آور اتاق تاریک محاصره و تأثیر برجسته اعتبار اجتماعی و علمی آزمایشگران می‌تواند برای توضیح اینکه چرا افراد به ظاهر منطقی تسلیم پدیده‌های غیبی می‌شوند استفاده کرد.» روانشناسان لئونارد زوسن و وارن جونز در کتاب‌های خود روان‌شناسی ناهنجاری: مطالعه تفکر جادویی (۱۹۸۹) نوشتند که کنترل ارواح «محصول پویایی روانشناختی خود رسانه است».
یک مدیوم متقلب ممکن است با شنود مخفیانه مکالمات ملاقات کنندگانشان یا جستجوی دایرکتوری‌های تلفن، اینترنت و روزنامه‌ها قبل از جلسه، اطلاعات مربوط به ملاقات کنندگان آن‌ها را به‌دست آورد. از تکنیکی به نام سرد خوانی نیز می‌توان برای به‌دست آوردن اطلاعات از رفتار، لباس، وضعیت بدن و جواهرات ملاقات کنندگان استفاده کرد.

ریچارد ویزمن روان‌شناس نوشته است:
سردخوانی همچنین توضیح می‌دهد که چرا روانشناسان به‌طور مداوم در آزمایش‌های علمی قدرت خود شکست می‌خورند. با جدا کردن آن‌ها از مشتریانشان، روانپزشکان قادر نیستند اطلاعاتی را از نحوه لباس پوشیدن یا رفتار آن‌ها دریافت کنند. با ارائه کلیه داوطلبان درگیر در آزمون با تمام قرائت‌ها، از معنی دادن به قرائت خودشان جلوگیری می‌شود و بنابراین نمی‌توانند آن را از قرائت‌هایی که برای دیگران ساخته شده تشخیص دهند. در نتیجه، نوع ضربه بسیار موفقیت‌آمیز روانپزشکان به‌طور روزمره از بین می‌رود و حقیقت آشکار می‌شود - موفقیت آنها به یک کاربرد جذاب روان‌شناسی بستگی دارد و نه وجود توانایی‌های ماوراءالطبیعه.
در یک سری آزمایش‌های برگزار شده از طریق روش‌های جعلی، (Wiseman و همکاران ۲۰۰۳) یک بازیگر به معتقدین و شک گرایان ماوراءالطبیعه پیشنهاد کرد که روی یک میز در هوا معلق ولی میز ثابت می‌ماند، پس از برگزاری دوره، تقریباً یک سوم شرکت کنندگان به اشتباه گزارش دادند که میز حرکت کرده است. نتایج نشان داد که درصد بیشتری از معتقدین گزارش داده‌اند که میز حرکت کرده است.
در آزمایشی دیگر، معتقدین نیز گزارش داده بودند که زنگوله ای ثابت مانده است و اعتقاد خود را مبنی بر اینکه ادعاهای جعلی حاوی پدیده‌های ماوراءالطبیعه است ابراز داشتند. این آزمایش‌ها به شدت مفهوم این عقیده را تأیید می‌کنند که در اتاق برگزاری، معتقدین برای پیشنهادهایی که با اعتقاد آن‌ها به پدیده‌های ماوراءالطبیعی سازگار است، از شک گرایان قابل پیشنهادترند.
در یک بخش تلویزیونی ۲۰۱۹ در هفته گذشته امشب با حضور رسانه‌های مشهور ادعا شده از جمله ترزا کاپوتو، جان ادوارد، تایلر هنری و سیلویا براون، جان اولیور از رسانه‌ها برای تبلیغ رسانه‌ها انتقاد کرد زیرا این نمایش بینندگان را متقاعد می‌کند که چنین قدرت‌هایی واقعی هستند، و بنابراین امکان همسایگی را فراهم می‌کند رسانه‌هایی برای شکار خانواده‌های داغدار. الیور گفت: «... وقتی توانایی‌های روانی به عنوان معتبر ارائه می‌شود، این باعث جسارت عظیم دنیای کرکس‌های بی‌وجدان می‌شود، بیش از اینکه از کسب درآمد با ارائه یک خط باز به زندگی پس از مرگ، و همچنین بسیاری از خدمات مزخرف، خوشحال شود.»

## تقلب
شیوه‌های میانجی‌گری از ابتدای آغازین تا دوران معاصر موارد زیادی از کلاهبرداری و نیرنگ بوده است. سانس‌ها در تاریکی اتفاق می‌افتد، بنابراین شرایط نامناسب روشنایی می‌تواند به فرصتی آسان برای کلاهبرداری تبدیل شود. معاشرت جسمی که توسط دانشمندان مورد بررسی قرار گرفته است مشخص شده است که نتیجه فریب و نیرنگ است. اکتوپلاسم، ماده‌ای فرضی طبیعی، مشخص شد که از پارچه‌های پنیر، کره، ماسلین و پارچه ساخته شده است. همچنین مدیوم‌ها چهره‌های بریده شده از مجلات و روزنامه‌ها را روی پارچه یا سایر وسایل می‌چسباندند و از عروسک‌های پلاستیکی در مراسم خود استفاده می‌کردند تا تظاهر کنند که روحیه مخاطبانشان با آن‌ها تماس می‌گیرد. لوئیس اسپنس در کتاب خود یک دائرةالمعارف غیبت (۱۹۶۰) نوشت:
بخش بسیار بزرگی با تقلب در اعمال معنوی، چه در پدیده‌های جسمی و روحی، یا خودکار، اما به ویژه در موارد قبلی بازی می‌شود. فراوانی محکومیت رسانه‌ها به کلاهبرداری، در واقع بسیاری از افراد را بر آن داشته است که مطالعه تحقیقات روانی را کنار بگذارند، و قضاوت کنند که کل پدیده‌هایی که به تقلب تولید شده‌اند.
در انگلیس، انجمن تحقیقات روانی پدیده‌های میانجیگری را بررسی کرده است. تحقیقات مهم SPR در مورد رسانه‌های ادعا شده و قرار گرفتن در معرض رسانه‌های جعلی منجر به استعفا از سوی اعضای روحانی شده است. در مورد موضوع کلاهبرداری در میانجی‌گری، پل کورتز نوشت:
بدون شک اهمیت زیادی در زمینه ماورالطبیعه مسئله تقلب است. زمینه تحقیقات روانشناختی و معنویت بسیار مشهور است از شارلاتان‌ها، مانند خواهران فاکس و Eusapia Palladino - افرادی که ادعا می‌کنند دارای قدرت و هدایای ویژه ای هستند، اما در واقع مجاهدین با دانشمندان و مردم نیز هستند باید به خصوص در مورد ادعاهایی که از طرف آن‌ها انجام می‌شود محتاط باشند.
شعبده بازان سابقه طولانی در افشای روش‌های جعلی میانجی‌گری دارند. از بین برندگان اولیه، چونگ لینگ سو، هنری ایوانز و جولین پروسکوئر بودند. جادوگران بعدی برای کشف کلاهبرداری جوزف داننینگر، هری هودینی و جوزف رین بودند. رز مکنبرگ، یک محقق خصوصی که در طول دهه ۱۹۲۰ با هودینی کار می‌کرد، در میان برجسته‌ترین متهمان کلاهبرداری روانی در اواسط قرن بیستم بود.